# Pteris chrysodioides
Pteris chrysodioides là một loài dương xỉ trong họ Pteridaceae. Loài này được Hook. mô tả khoa học đầu tiên năm 1858.
Danh pháp khoa học của loài này chưa được làm sáng tỏ. 